# Kampsheide

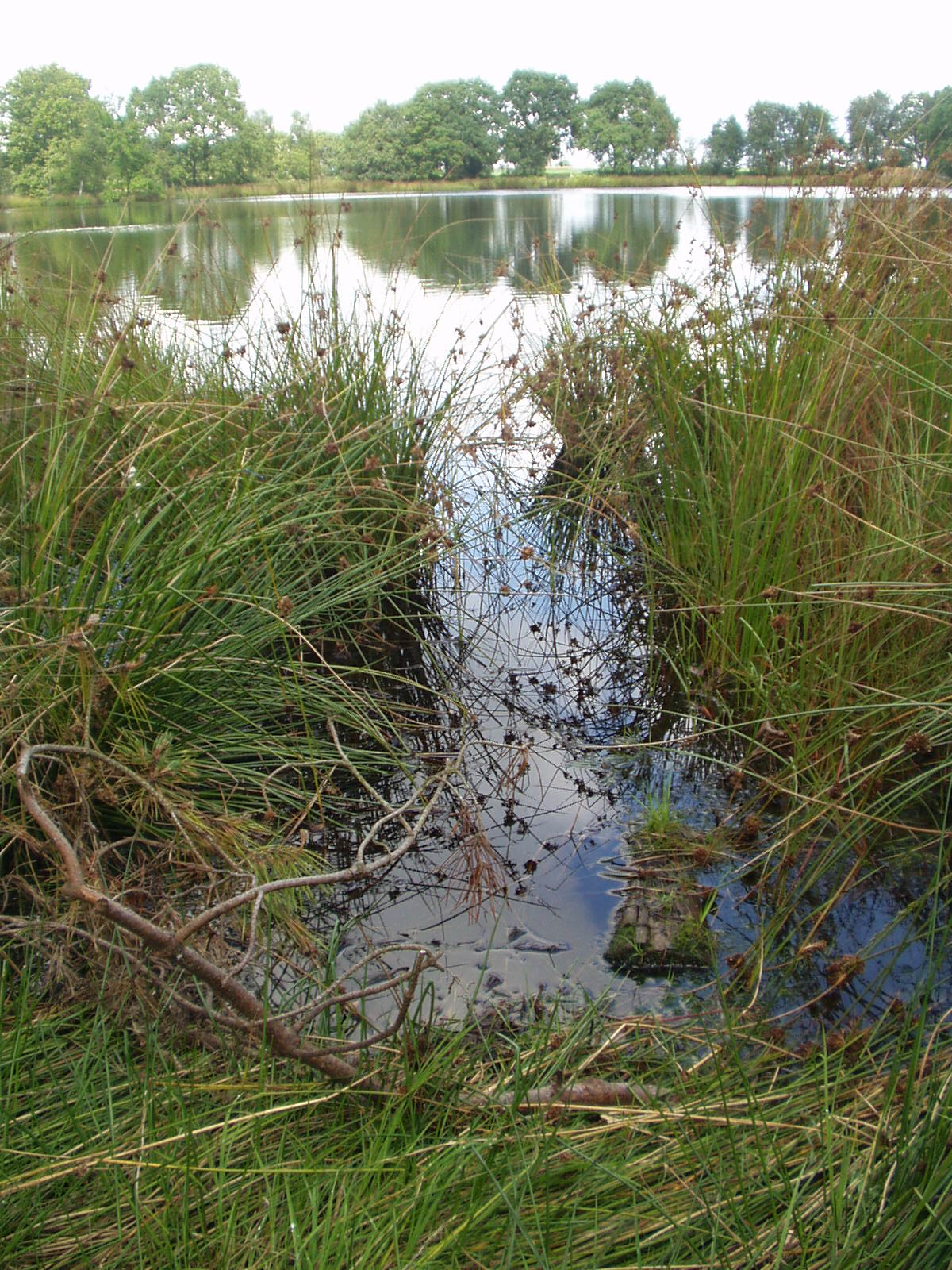
Pingoruïne op de Kampsheide

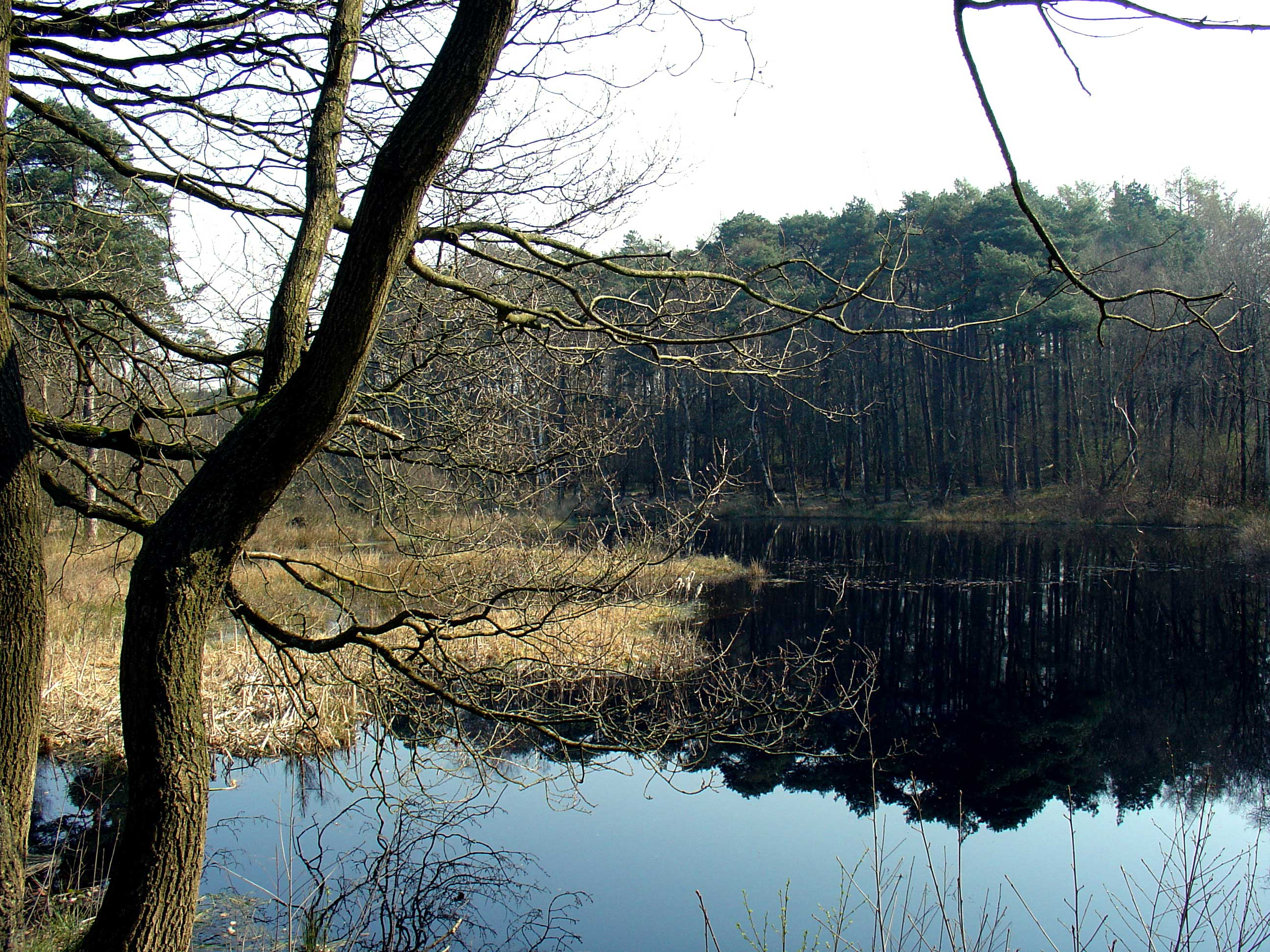
Kampsheide bij Rolde

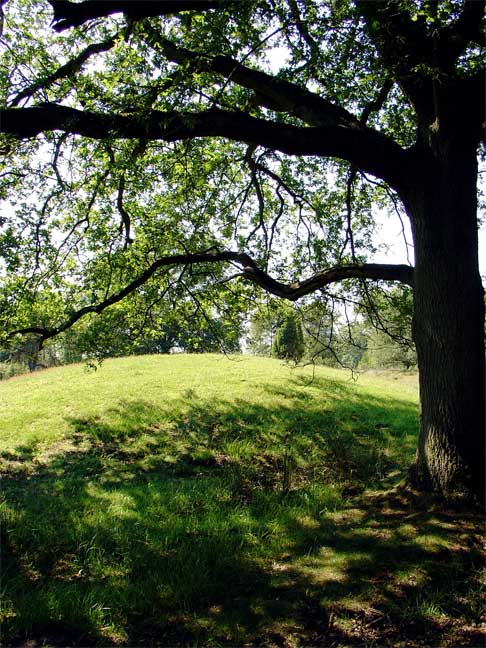
Grafheuvel op de Kampsheide

De Kampsheide is een heide- en natuurgebied en ligt ten westen van Balloo en ten noorden van de weg Assen-Rolde, in de gemeente Aa en Hunze.

## Het natuurgebied
Het terrein ligt op de overgang tussen het beekdal van de Drentsche Aa en de es van Balloo. Kampsheide is thans een heide- en natuurgebied met eeuwenoude tumuli en een gedeeltelijke offerberg. Het heeft de naam Kampsheide gekregen omdat het gebied grenst aan het landgoed Kamps, een landgoed dat al eeuwenlang bestaat onder deze naam, hoewel eerder als Camps. Kampsheide werd in combinatie met het landgoed Kamps, in totaal ca. 60 ha grond, in 1829 eigendom van Sijbrand Gratama. Toen vanaf ongeveer 1860 de omringende heidegronden werden omgezet in landbouwgrond, werd Kampsheide gespaard omdat het particulier eigendom was. In het jaar 1952 is de Kampsheide opgenomen op de monumentenlijst van de gemeente Rolde.
In de jaren ’60 van de twintigste eeuw was Kampsheide een geheel open terrein en was er weinig of geen natuurbeheer. Pas in de jaren ’80 is men gaan inzien dat het beheer een belangrijke rol speelt in het behoud van de archeologische rijkdom van het gebied. Daardoor zijn ingrijpende beheersmaatregelen uitgevoerd, onder meer door het gebied geheel te omheinen en aan natuurregels te onderwerpen. Om vergrassing en bebossing van de heide tegen te gaan, wordt het terrein het hele jaar begraasd door een kleine kudde Drentse heideschapen. De boscomplexen worden zo veel mogelijk met rust gelaten, waardoor er een natuurlijk aandoend bos ontstaat.
Het natuurgebied valt onder het Drentsche Aa-gebied, een Natura 2000-gebied.

## Het ven
In het midden van de Kampsheide ligt een natuurlijk ven (pingoruïne). In het kader van natuurbeheer is dit ven in 1981 geheel opgeschoond.

## De spoorlijn
In 1905 is het landgoed Kamps en het natuurgebied Kampsheide vrijwel van elkaar gescheiden vanwege de aanleg van de spoorlijn Assen - Stadskanaal, door de NV Noordoosterlocaalspoorweg-Maatschappij. Mede hierdoor ontstond er een uniek geïsoleerd natuurgebied, welke afgeschermd werd door de spoorlijn enerzijds en de omliggende akkerbouw anderzijds. Dit unieke natuurgebied (ca. 20 ha) is op 17 april 1948 (akte notaris J. Kroon te Assen) als eerste natuurgebied aangekocht door de stichting Het Drentse Landschap. Met behulp van subsidies van het Rijk, de provincie en de gemeenten Assen en Rolde en een aanzienlijk bedrag uit eigen middelen verwierf de stichting de natuurgrond, alles ten noorden van de spoorlijn.
De laatste trein reed in 1978 over deze spoorlijn. Daarna zijn de rails uit de grond verwijderd en is het voormalig tracé gebruikt voor de aanleg van een fietspad, waardoor Kampsheide een goede ontsluiting heeft gekregen en voor vrijwel iedereen toegankelijk is geworden.

## Het hunebed
Op de Balloër es, nabij het natuurgebied Kampsheide, staat een groot hunebed (D16) van het type 'ganggraf'. Het heeft 32 stenen: 9 dekstenen, 1 poortdeksteen, 19 zijstenen, 2 sluitstenen en 1 kranssteen. De keldertoegang of poort bevindt zich aan de zuidkant in het midden. Dit hunebed hoort niet bij het natuurgebied Kampsheide. Het is eigendom van de provincie Drenthe, die dit hunebed bij akte van 1871 heeft ontvangen van de markegenoten van Ballo, inclusief de nodige grond rondom en tevens met een toegang vanaf de openbare weg. Deze schenking door de markegenoten werd nader toegelicht in een acte: ten einde op deze wijze iets bij te dragen om een zo eerbiedwaardige gedenkteken der grijze oudheid voor de slooping te bewaren en aan de nakomelingschap over te leveren.